# Champs, usines et ateliers
Champs, Usines et Ateliers, ou l'industrie combinée avec l'agriculture et le travail cérébral avec le travail manuel (russe : Поля, фабрики и мастерские) est un ouvrage de Pierre Kropotkine, traduit en français en 1910 par Pierre Leray, à partir d'une version anglaise. En anglais, l'ouvrage fit l'objet de plusieurs éditions, puisque l'édition classique semble aujourd'hui être celle de Nelson & Sons, London, Edinburgh, Dublin et New York, 1912.
Dans cet ouvrage, Kropotkine applique à la société humaine les principes de coopération qu'il avait vu à l’œuvre dans son étude éthologique intitulée L'Entraide, un facteur de l'évolution (1902), véritable charge contre le darwinisme social. Comme son nom l'indique bien, il prône l'usage de la technique, et notamment de l'électricité ainsi que de la culture sous serre, afin de réaliser son utopie, à savoir des communes auto-gérées et auto-suffisantes, capables de produire ses biens en interne. 

## Interprétations
Kirkpatrick Sale (1937-) crédite cette œuvre, davantage encore que L'Entraide, d'avoir effectué le pas décisif d'un « anarchisme individualiste absurde » vers un communisme libertaire (communal anarchism).